# ノルベルト・ファルク
ノルベルト・ファルク（Norbert Falk、1872年11月5日 - 1932年9月16日）は、ドイツの脚本家。

## 作品
- 會議は踊る
- ロジタ
- ファラオの恋
- カルメン